# Tom Robyns
Tom Robyns (14 mei 1991) is een Belgisch handballer.

## Levensloop
Robyns was actief bij Initia Hasselt, maar maakte in seizoen 2018-'19 de overstap naar het Franse ESSA, een club uit de Franse Proligue. Na een seizoen bij deze club maakte hij de overstap naar Massy Essonne en vervolgens naar Saran Loiret. Tevens is hij als international actief bij het Belgisch handbalteam. Hij werd onder meer geselecteerd voor het wereldkampioenschap van 2023.
In 2018 werd hij verkozen tot Belgisch handballer van het jaar.
Zijn zussen Sam en Edel zijn ook actief in het handbal.